# Elmerina dimidiata
Elmerina dimidiata är en svampart som först beskrevs av A. David, och fick sitt nu gällande namn av D.A. Reid 1992. Elmerina dimidiata ingår i släktet Elmerina, ordningen Auriculariales, klassen Agaricomycetes, divisionen basidiesvampar och riket svampar.   Inga underarter finns listade i Catalogue of Life.